# Saiko (album)
Saiko è il settimo album in studio del gruppo musicale polacco Quidam, pubblicato nel 2012 dalla Rock-Serwis.

## Tracce
1. Haluświaty – 5:22
2. ...Lato – 2:41
3. Obok mam – 4:42
4. Walec – 4:41
5. sPotykanie – 5:08
6. Dodekafonix – 4:32
7. ...Jesień – 3:13
8. Ostatecznie – 3:57
9. ...Zima – 5:02
10. Saiko – 3:03
11. ...Przedwiośnie – 5:35
12. Wiosna – 5:45